# Bispira tricyclia
Bispira tricyclia är en ringmaskart som först beskrevs av Schmarda 1861.  Bispira tricyclia ingår i släktet Bispira och familjen Sabellidae. Inga underarter finns listade i Catalogue of Life.